# Бельтыры
Бельтыры, бельтиры (хак. пилтір, мн. ч. пилтірлер) — этнографическая группа хакасского народа, часть сагайцев. Носители бельтырского говора хакасского языка. Первые документальные известия о относятся к 30-м гг. XVII века.
По русским письменным источникам, Бельтырский аймак Алтырского улуса Кыргызской земли известна с 1635. В XVIII в. Бельтырская землица располагалась по правобережью Абакана, от Арбатов до Табата. В 1822 бельтыры на правах отдельного рода вошли в состав Сагайской степной думы.
До сер. XIX века бельтыры (бельтиры) составляли группу сеоков, сформировавшуюся из остатков кыргызских аймаков Алтырского улуса и небольших групп переселенцев из Алтая, Тувы, Шории и Джунгарии. Их местом расселения являлось среднее течение Абакана.
Позднее в XIX столетии они влились в состав сагайцев и стали считать себя сагайским сеоком.
Своё название данная группа получила по имени ведущего сеока — «Пилтір». Этимология этого этнонима возводится к двум значениям.
Первое из них приводится в работах Л. П. Потапова, М. И. Боргоякова, которые отмечали, что бельтыры — это люди, живущие по устьям рек, устьинцы (от хакасского «пилтір» — «устье») (Потапов, 1957, с. 234; Боргояков, 1973). Действительно, в XVIII—XIX веках бельтыры проживали в долине Среднего Абакана по устьям его притоков — Аскиза, Еси, Тёи,Таштыпа, Матура и др.
Однако следует отметить, что родоплеменная группа бельтыров была известна в русских документах ещё до XVIII века, когда место её расселения находилось в другом месте. Поэтому более приемлемой является другая точка зрения, выражаемая в работах Н. Н. Козьмина — в хакасском языке помимо указанного имеется другое значение слова «пилтір» — «метисы».